# Brou-sur-Chantereine
Brou-sur-Chantereine – miejscowość i gmina we Francji, w regionie Île-de-France, w departamencie Sekwana i Marna.
Według danych na rok 1990 gminę zamieszkiwało 4469 osób, a gęstość zaludnienia wynosiła 1044 osób/km² (wśród 1287 gmin regionu Île-de-France Brou-sur-Chantereine plasuje się na 349. miejscu pod względem liczby ludności, natomiast pod względem powierzchni na miejscu 731.).